# Korenslag
Korenslag is een Nederlands televisieprogramma van de EO. Het eerste seizoen werd rechtstreeks uitgezonden van 24 mei tot en met 12 juli 2007 op Nederland 1 en werd gepresenteerd door Henny Huisman. DIt programma keerde in 2023 terug onder de titel Zing! Het wordt dat jaar gepresenteerd door Giovanca Ostiana en Anne-Mar Zwart.

## 2007
In 2007 streden in het programma 16 zangkoren om de titel 'het beste koor van Nederland'. Na 4 voorrondes, waarin steeds twee van de 4 deelnemende koren doorgingen, kwamen twee kwartfinales, een halve finale en een finale waarin de twee hoogst gewaardeerde koren het tegen elkaar opnamen.
In het programma was het de bedoeling dat de koren hun improvisatievermogen toonden. De koren kregen enkele weken van tevoren een thuisopdracht (een nummer dat moest worden bewerkt en ingestudeerd), op de dag van de uitzending zelf kregen ze een dagopdracht (een arrangement dat moest worden ingestudeerd), en tijdens de show een live opdracht waarin zonder oefenen moest worden meegezongen met een bekende artiest.
Op 12 juli 2007 won studentenkoor Dekoor, onder leiding van dirigent Johan Rooze, de finale van het eerste seizoen.

## 2008-2009
Op 6 december 2008 begon het tweede seizoen van Korenslag. Dit seizoen werd op Nederland 2 uitgezonden en opnieuw door Henny Huisman gepresenteerd. De finale was op 24 januari 2009 en de winnaar was studentenkoor Fontys Jazz Choir uit Tilburg, op de tweede plaats eindigde Pop-Up, een 86 leden tellend popkoor uit Oud-Beijerland. De derde plek was voor het Helmondse popkoor Kolok.
Op 31 december 2009 was er een uitzending met de winnende koren van de voorafgaande jaren.

## 2010 - 2011
Op 13 november 2010 was de eerste uitzending van een nieuwe serie van Korenslag. De koren moesten nu drie opdrachten vervullen: Een medley met de andere koren; het ondersteunen van een solist; en de stijlbreuk het ten gehore brengen van een lied in een ander genre dan waarmee ze vertrouwd zijn.
Presentator Marc Dik heeft de plaats van Henny Huisman overgenomen. 18 december was de eerste halve finale; de eerste rechtstreekse finalist is ZO! Gospel Choir uit Amsterdam-Zuidoost Op eerste kerstdag won het koor Hatikwa, dat met een wildcard meedeed, nadat het in de voorronde gesneuveld was. Uit de Sing-off tussen de nummers twee van 28 en 25 december kwam als derde finalist "Prove-it!" De finale werd nieuwjaarsdag 2011 gewonnen door ZO! Gospel Choir.

## Kritiek
Het programma is onder de leden van de EO niet onomstreden; de christelijke identiteit van de omroep zou volgens sommigen zijn ingeruild voor commercie en plat vermaak.